# Anita Mattsson
Anita Irene Karin Mattsson, tidigare gift Gidlund, född Nordlöf 31 mars 1968 i Överluleå församling i Norrbottens län, är en svensk socialdemokratisk politiker och sedan valet 2018 kommunstyrelsens ordförande i Tyresö kommun. Hon är även 1:e vice ordförande i hållbarhetsutskottet och stadsbyggnadsutskottet.
I valet till Tyresös kommunfullmäktige fick hon 460 röster, vilket gjorde henne till den mest kryssade socialdemokraten på listan.
Hon driver bland annat frågor om att behålla det kommunalt ägda äldreboendet Björnbacken och införskaffandet av en polisstation i kommunen.